# Géositte mineuse
Geositta cunicularia
Espèce
Répartition géographique
Statut de conservation UICN

 LC  : Préoccupation mineure
La Géositte mineuse (Geositta cunicularia) est une espèce de passereau de la famille des Furnariidae vivant en Amérique du Sud.

## Description
Il mesure 14 à 16 cm de long avec un assez long bec légèrement incurvé vers le bas. Le plumage varie géographiquement mais il est brun dessus et pâle en dessous avec une poitrine rayée, une bande pâle au-dessus de l'œil, une tache sombre au niveau des oreilles et une barre rousse sur l'aile. La queue est noire avec base de chamois et des quantités variables de chamois sur les plumes extérieures. Elle lance souvent sa trille en vol et celle-ci varie aussi géographiquement.

## Habitat
Elle se rencontre dans des habitats ouverts tels que les prairies, les dunes de sable et les plages depuis le niveau de la mer jusqu'en haut des Andes.

## Répartition et sous-espèces
Selon la classification de référence du Congrès ornithologique international (15.1, 2025) elle se répartit en neuf sous-espèces (ordre phylogénique) :
- G. c. juninensis Taczanowski, 1884 —  altiplano (nord) ;
- G. c. titicacae Zimmer, 1935 — altiplano (répandu) ;
- G. c. frobeni (Philippi & Landbeck, 1864) — sud-ouest du Pérou ;
- G. c. georgei Koepke, 1965 — lomas du littoral sud-péruvien ;
- G. c. deserticolor Hellmayr, 1824 — littoral de l'extrême-sud du Pérou et nord du Chili ;
- G. c. fissirostris (Kittlitz, 1835) — centre du Chili ;
- G. c. contrerasi Nores & Yzurieta, 1980 — sierras Grandes ;
- G. c. hellmayri Peters, 1925 — centre-ouest de l'Argentine ;
- G. c. cunicularia (Vieillot, 1816) — de la région Sud (Brésil) à la Terre de Feu.

## Nidification
L'oiseau pond deux ou trois œufs blancs dans une chambre située à l'extrémité d'un tunnel, pouvant atteindre jusqu'à 3 mètres de long, creusée dans une banque de terre ou une dune.

## Alimentation
C'est un oiseau vivant sur le sol, qui se nourrit d'insectes et de graines.